# George Christopher
Pour les articles homonymes, voir Christopher (homonymie).
George Christopher, né le 8 décembre 1907 en Arcadie et mort le 14 septembre 2000 à San Francisco, est un homme politique américain, maire de San Francisco entre 1956 et 1964. Il est à ce jour le dernier maire républicain de la ville, les maires étant tous démocrates depuis.

## Biographie
Né en Grèce en 1907, il est arrivé à San Francisco à l'âge de 2 ans. Il a étudié au Golden Gate Night College et en 1930 est devenu citoyen américain. Il commence sa carrière politique en 1945, année où il est élu au Board of Supervisors de la ville, puis réélu en 1949. Il est élu maire de San Francisco en 1955, succédant à Elmer Robinson. Il est réélu pour un second mandat en 1959, mais est battu en 1966 lors des primaires par le gouverneur Ronald Reagan.
La rue Christopher Drive dans le quartier de Twin Peaks a été nommée en son honneur.